# Bactrocera pseudocurcurbitae
Bactrocera pseudocurcurbitae är en tvåvingeart som beskrevs av White 1999. Bactrocera pseudocurcurbitae ingår i släktet Bactrocera och familjen borrflugor.
Artens utbredningsområde är Sabah. Inga underarter finns listade.